# 도노야마정
도노야마정(일본어: 殿山町)은 일본 오사카부 기타카와치군에 있던 정이다.  현재의 히라카타시 북부, 게이한본선 고텐야마역・마키노역 주변에 해당한다

## 역사
- 1935년 2월 11일 - 쇼다이촌, 마키노촌이 합병해 도노야마정이 성립하였다.
- 1938년 11월 3일 - 히라카타정, 야마다촌, 구즈하촌, 가와고에촌, 사다촌과 합병해, 새로운 히라카타정이 성립하여, 동일 도노야마정은 폐지되었다.

## 교통

### 철도
- 게이한 전기 철도
  - 게이한 본선

### 도로
현재는 구촌 지역에 제2게이한도로 히라카타가 구간 나들목이 있지만, 당시에는 미개통 상태였다.

## 참고문헌
- 가도카와 일본 지명 대사전 27 大阪府